# Mercedes de Oriente
Mercedes de Oriente är en kommun i Honduras.   Den ligger i departementet Departamento de La Paz, i den sydvästra delen av landet, 70 km väster om huvudstaden Tegucigalpa. Antalet invånare är 1 047.